# Cheiloneurus novimandibularis
Cheiloneurus novimandibularis är en stekelart som först beskrevs av Girault 1915.  Cheiloneurus novimandibularis ingår i släktet Cheiloneurus och familjen sköldlussteklar. Inga underarter finns listade i Catalogue of Life.